# Antidépresseur noradrénergique et sérotoninergique spécifique

Structure chimique du prototypique NaSSA mirtazapine (nom de marque original Remeron).

Wikipédia ne donne pas d'avis médical : seul un professionnel (médecin, pharmacien, etc.) est habilité à le faire.
Les antidépresseurs noradrénergiques et sérotoninergiques spécifiques (NaSSA) sont une classe de médicaments psychiatriques utilisés principalement comme antidépresseurs. Ils agissent en antagonisant le récepteur α2-adrénergique et certains récepteurs de la sérotonine tels que 5-HT2A et 5-HT2C, mais aussi 5-HT3, 5-HT6, et/ou 5-HT7 dans certains cas. En bloquant les autorécepteurs et les hétérorécepteurs α2-adrénergiques, les NaSSA améliorent la neurotransmission adrénergique et sérotoninergique dans le cerveau impliquée dans la régulation de l'humeur, notamment la transmission médiée par 5-HT1A. De plus, en raison de leur blocage de certains récepteurs de la sérotonine, la neurotransmission sérotoninergique n'est pas facilitée dans les zones indésirables, ce qui évite l'incidence de nombreux effets secondaires souvent associés aux antidépresseurs inhibiteurs sélectifs de la recapture de la sérotonine (ISRS),; d'où, en partie, le label « sérotoninergique spécifique » des NaSSA.

## Liste des NaSSA
Les NaSSA comprennent les agents suivants :
- Aptazapine (CGS-7525A)
- Esmirtazapine (ORG-50,081)
- Miansérine (Bolvidon, Norval, Tolvon)[4]
- Mirtazapine (Norset, Remeron, Avanza, Zispin)[4]
- Setiptiline/teciptiline (Tecipul)

Notamment, tous ces composés sont des analogues et sont également classés comme antidépresseurs tétracycliques (TeCA) en fonction de leurs structures chimiques.
S32212, un NaSSA structurellement nouveau avec un profil de sélectivité amélioré (par exemple, aucun effet antihistaminique, etc.), a été signalé en 2012,. Il a terminé les recherches précliniques préliminaires et pourrait continuer à subir des essais cliniques.